# سیارک ۲۱۶۱۷
سیارک ۲۱۶۱۷ (به انگلیسی: 21617 Johnhagen، نامگذاری:1999JO119) بیست و یک هزار و ششصد و هفدهمین سیارک کشف شده‌است که در ۱۳ مه ۱۹۹۹ کشف شد.
قدر مطلق سیارک برابر ۱۴.۸ است.